# Giovanni Carlo Boschi
Giovanni Carlo Boschi (Faenza, 9 de abril de 1715 - Roma, 6 de setembro de 1788) foi um cardeal do século XVIII

## Biografia
Nasceu em Faenza em 9 de abril de 1715. De família nobre e patrícia. Filho do conde Pietro Antonio Boschi. Batizado no mesmo dia de seu nascimento. Seu primeiro nome também está listado como Giancarlo; e como Ioannes Carolus.
Estudos iniciais com seu tio, Giovanni Boschi, cônego e arcipreste do capítulo da catedral de Faenza; depois, foi enviado a Roma em 1725 e estudou no Collegio Clementino de 1725 a 1732; depois, estudou na Pontifícia Academia dos Nobres Eclesiásticos, Roma, de 1732 a 1737, para obter a preparação necessária para a carreira de prelado; e, finalmente, na Universidade La Sapienza , em Roma, onde obteve o doutorado in utroque iure , direito canônico e civil, em 20 de junho de 1746.
Em 1740, proferiu as orações "De apostolica B. Petri cathedra", na basílica patriarcal do Vaticano, na presença do Papa Clemente XII; e "In funere Caroli VI Romanorum regis", em 26 de novembro de 1740, na capela do palácio Quirinale, na presença do Papa Bento XIV; ambas as orações foram posteriormente publicadas. Cônego da basílica patriarcal da Libéria, outubro de 1740. Nomeado membro da Accademia di storia ecclesiastica pelo Papa Bento XIV. Auditor do secretário do Memoriali , monsenhor Giuseppe Livizzani, em fevereiro de 1742. Em janeiro de 1744, tornou-se abreviadorda Cúria Romana. Consultor da SC dos Ritos, setembro de 1743. Cânone do capítulo da patriarcal basílica vaticana, 11 de outubro de 1744. Recebeu as ordens menores, 7 de fevereiro de 1745.
Ordenado em 5 de março de 1746. Referendário dos Tribunais da Assinatura Apostólica da Graça e da Justiça em 23 de junho de 1746. Prefeito de Câmara do Papa Bento XIV. Secretário de Memoriali , março de 1754. Prelado da SC Consistorial, 1757. Secretário da Cifra, julho de 1758. Prelado doméstico. Protonotário apostólico. Nomeado prefeito da Casa Papal em setembro de 1759.
Eleito arcebispo titular de Atena em 22 de setembro de 1760. Consagrado em 5 de outubro de 1760 Castelgandolfo, pelo Papa Clemente XIII, coadjuvado por Lodovico Calini, patriarca titular de Antioquia, e por Giovanni Ottavio Bufalini, arcebispo titular de Calcedônia. Assistente do Trono Pontifício, 31 de outubro de 1760.
Criado cardeal sacerdote no consistório de 21 de julho de 1766; recebeu o chapéu vermelho em 24 de julho de 1766; e o título de Ss. Giovanni e Paolo, 6 de agosto de 1766. Atribuído à SS. CC. do Santo Ofício, Propaganda Fide, Ritos, Consistorial, Índice e Exame dos Bispos. Protetor da Terra Santa e de vários mosteiros e instituições religiosas. Grande penitenciária, 1º de setembro de 1767 até sua morte. Prefeito da SC para a Correção dos Livros da Igreja Oriental, outubro de 1767 até sua morte. Participou do conclave de 1769, que elegeu o Papa Clemente XIV. Ele manteve um perfil discreto durante o pontificado do Papa Clemente XIV. Camerlengo do Sacro Colégio dos Cardeais, 8 de março de 1773 a 28 de fevereiro de 1774. Participou do conclave de 1774-1775, que elegeu o Papa Pio VI; os tribunais de Bourbon se opuseram à sua eleição para o papado, considerando-o um filo-jesuíta. Em 1776, foi encarregado das negociações entre a Santa Sé e o governo de Modena para a modificação do Código de 1771, considerado prejudicial à imunidade eclesiástica; a morte do duque Francesco III de Modena e a ascensão do duque Ercole III em 1780 fizeram com que as negociações fracassassem. Em 1778, censurou os catecismos de Viena de 1773 e 1776; e de Milão, elaborado pelo cardeal Giuseppe Pozzobenelli, por causa de sua discordância em algum ponto com o Catecismo Romano. Pró-prefeito da SC da Disciplina dos Regulares, de janeiro de 1774 a novembro de 1787. Optou pelo título de S. Lorenzo em Lucina, em 20 de setembro de 1784. Cardeal protoprete .
Morreu em Roma em 6 de setembro de 1788. Exposto e enterrado em seu título, S. Lorenzo in Lucina. Uma crônica de seu funeral foi publicada por Vincenzo Zucchini, Pe'solenni funerali de sua eminenza il Cardinale GC Boschi patrizio faentino , Faenza 1788.